# Libertariánský municipalismus
Libertariánský municipalismus je označení systému, kde libertariánsko-socialistické instituce převedou moc do rukou všemu lidu.
Tento systém směřuje k znovuotevření veřejné sféry, která by stála v ostrém protikladu vůči státní moci a dávala prostor co největší demokracii (participativní demokracie). Jestliže si zpočátku tuto perspektivu bude možno osvojit pouze v omezeném měřítku v rámci čistě morálně zmocněných shromáždění, budeme tu i přesto mít formu lidové moci, která se může časem začít šířit nejenom z místa na místo, ale i přes hranice geograficky rozsáhlých oblastí.
Tento pojem poprvé použil liberálně socialistický teoretik Murray Bookchin. Bookchin vyzývá k intervenci v místních orgánech ve snaze o jejich přeměnu v nástroj vůle lidí a řešení problémů zdola.